# Ovalidota
Ovalidota is een geslacht van zeekomkommers uit de familie Chiridotidae.

## Soorten
- Ovalidota milleri Pawson, 2004